# Plasa Mihai Viteazul, județul Cahul
Plasa Mihai Viteazul a fost una din cele cinci plăși ale județului Cahul al României Mari.

## Lista localităților
În 1938 plasa Mihai Viteazul includea următoarele localități:
1. Albota
2. Albota-de-Jos
3. Alexandrești
4. Alexandru-cel-Bun
5. Bairamcea
6. Broasca
7. Budăi
8. Burlacu
9. Burlăcelu
10. Cairaclia
11. Calceva
12. Carbalia
13. Ciorâța
14. Ciumai
15. Dermengi
16. Gigalboaia
17. Hagiești
18. Hârtopi
19. Huluboaia
20. Lopățica
21. Lucești
22. Moscovei
23. Moscovei-Constantinești
24. Moscovei-Răzăși
25. Moscovei-Vechi
26. Moscovița
27. Musait
28. Netoși
29. Parușeni
30. Sofieni
31. Taraclia-de-Salcie
32. Tartăul-de-Salcie
33. Tătărești
34. Teodorești
35. Trifești
36. Trubăești
37. Valea-Stejarului